# Campionato italiano di hockey su ghiaccio 1977-1978
Il Campionato italiano di hockey su ghiaccio 1977-78 è stata la 44ª edizione della manifestazione.

## Serie A

### Formazioni
Le squadre iscritte al torneo da sette tornano ad essere nove a seguito dell'immediato ritorno in serie A dell'Asiago Hockey (retrocesso d'ufficio l'anno precedente a causa di mancanza della copertura dello stadio) e fresco vincitore della serie B, e del ritorno dei Diavoli Milano che acquistano i diritti sportivi del Turbine Milano. Queste due squadre vanno ad aggiungersi alle formazioni già iscritte l'anno precedente, ossia SV Renon, SG Cortina, HC Gardena, HC Bolzano, Alleghe Hockey, HC Brunico ed HC Valpellice.

### Formula
La formula del torneo subisce invece una variazione: non più gironi di qualificazione ma viene disputato un unico girone all'italiana (con due andate e due ritorni).

### Classifica
L'Hockey Club Bolzano vince il suo quarto scudetto.

Formazione Campione d'Italia: Enrico Bacher – Rolando Benvenuti – Eduard Daccordo – Hubert Gasser – Norbert Gasser – Manfred Gatscher – Rudi Hiti – Bernhard Mair – Michael Mair – Thomas Mair – Gino Pasqualotto – Pepi Pichler – Norbert Prünster – Klaus Runer – Luciano Sbironi – Herbert Strohmair – Giorgio Tigliani – Urban Tutzer.

Allenatore: Gösta Johansson.